# Waldemar Josef
Waldemar Josef (* 25. Oktober 1960 in Wolfsburg) ist ein deutscher ehemaliger Fußballspieler, der auf der Position des Torhüters aktiv war.

## Werdegang
Josef spielte ab 1970 in der Jugend des VfL Wolfsburg. Bei den Wölfen blieb er bis 1982 und wechselte von dort in die Bundesliga zu Eintracht Braunschweig. Bei der Eintracht war er die Nummer zwei hinter Bernd Franke. Unter anderem stand er bei der 0:10-Niederlage der Braunschweiger am 11. Oktober 1984 bei Borussia Mönchengladbach zwischen den Pfosten. Nach drei Jahren und 19 Spielen in der Bundesliga ereilte Josef mit der Eintracht der Abstieg in die 2. Bundesliga. Dort wechselte er sich mit Jörg Hoßbach ab und bestritt 21 weitere Spiele, bevor er zu seinem Heimatverein VfL Wolfsburg in die Oberliga wechselte.